# ته‌دیگ

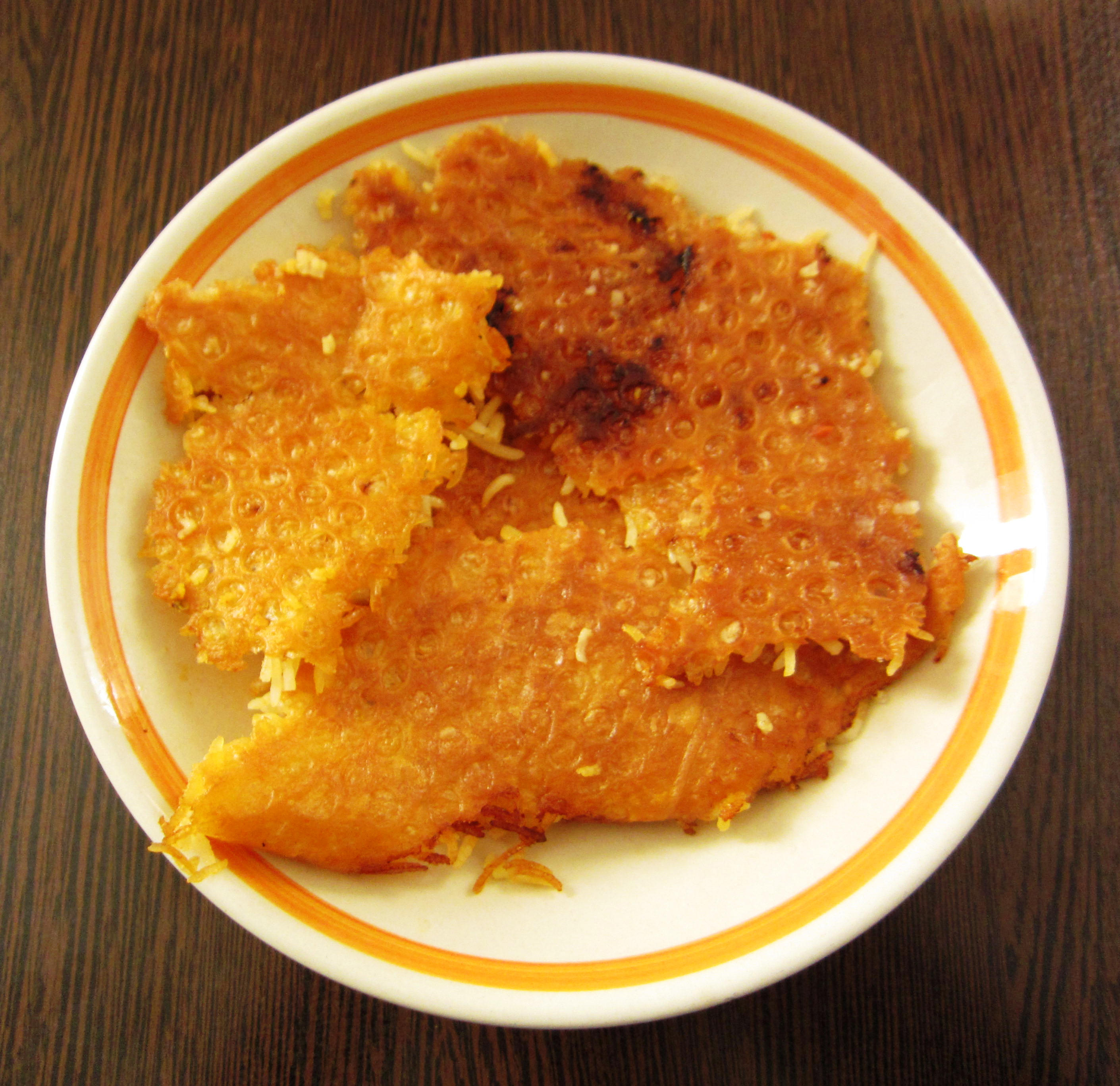
ته‌دیگ نان لواش

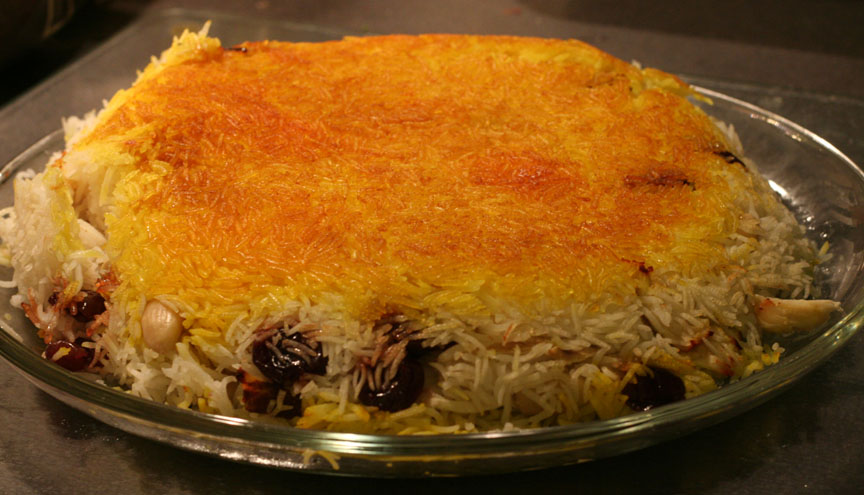
آلبالو پلو با ته‌دیگ.

تَه‌دیگ به قسمتی از پلو که به ته‌ِ دیگ چسبیده و برشته شده باشد گفته می‌شود. ته‌دیگی جزء برشته‌ای از غذا است که به دیگ می‌چسبد. ناظم الاطباء می‌گوید:

«قسمتی از پلو یا چلو که در ته‌دیگ رنگ سرخ گیرد و برنج‌ها بهم پیوسته می‌گردد. قسمت زیرین پلو و چلو که سرخ و سخت شده باشد. اگر ته‌دیگ حاوی مواد دیگری به جز برنج باشد به آن ته چین گفته می‌شود.»

ته‌دیگ را در بشقاب جداگاه سر سفره می‌آورند؛ ته‌دیگی که درسته از دیگ درآمده باشد-مانند ته‌دیگ پلوپز برقی- را «ته‌دیگ قلفتی» می‌نامند.

## تاریخچه
دو روایت مختلف برای تولد ته‌دیگ و سپس ورود آن به سفره ایرانی‌ها وجود دارد. اولی به دوره قاجار و زمان سلطنت ناصرالدین شاه یا مظفرالدین شاه قاجار بازمی‌گردد. بنابر این روایت، خدمه‌هایی که در مطبخ شاه کار می‌کردند، با باقی مانده غذا، شکم‌شان را سیر می‌کردند. و روزی نوکرها بر سر ته‌دیگ غذا دعوا می‌کنند. وقتی ماجرا را از سرآشپز جویا می‌شوند، ماجرای ته‌دیگ به گوش شاه می‌رسد و او دستور می‌دهد که کمی از ته‌دیگ را برایش ببرند. شاه که از خوردن ته‌دیگ مسرور می‌شود، دستور می‌دهد پس از آن، ابتدا ته‌دیگ را به عنوان پیش غذا برای او ببرند و بعد، غذای اصلی را.
حکایت دوم اما به هیچ دوره تاریخی‌ای اشاره نمی‌کند و بیشتر رنگ افسانه دارد. بنابر این حکایت، حواس یکی از طباخان درباری، هنگام پختن چلو مرغ پرت می‌شود و چلو شفته شده و ته‌دیگ می‌بندد. طباخ از ترس جانش از زعفران کمک می‌گیرد و مرغ غذا را همراه با ماست و تخم مرغ به چلوی ته گرفته، اضافه می‌کند. به این ترتیب نه تنها جان طباخ در امان می‌ماند که اولین ته چین زعفرانی متولد می‌شود.

## انواع
انواع ته‌دیگ:
1. ته‌دیگ برنج

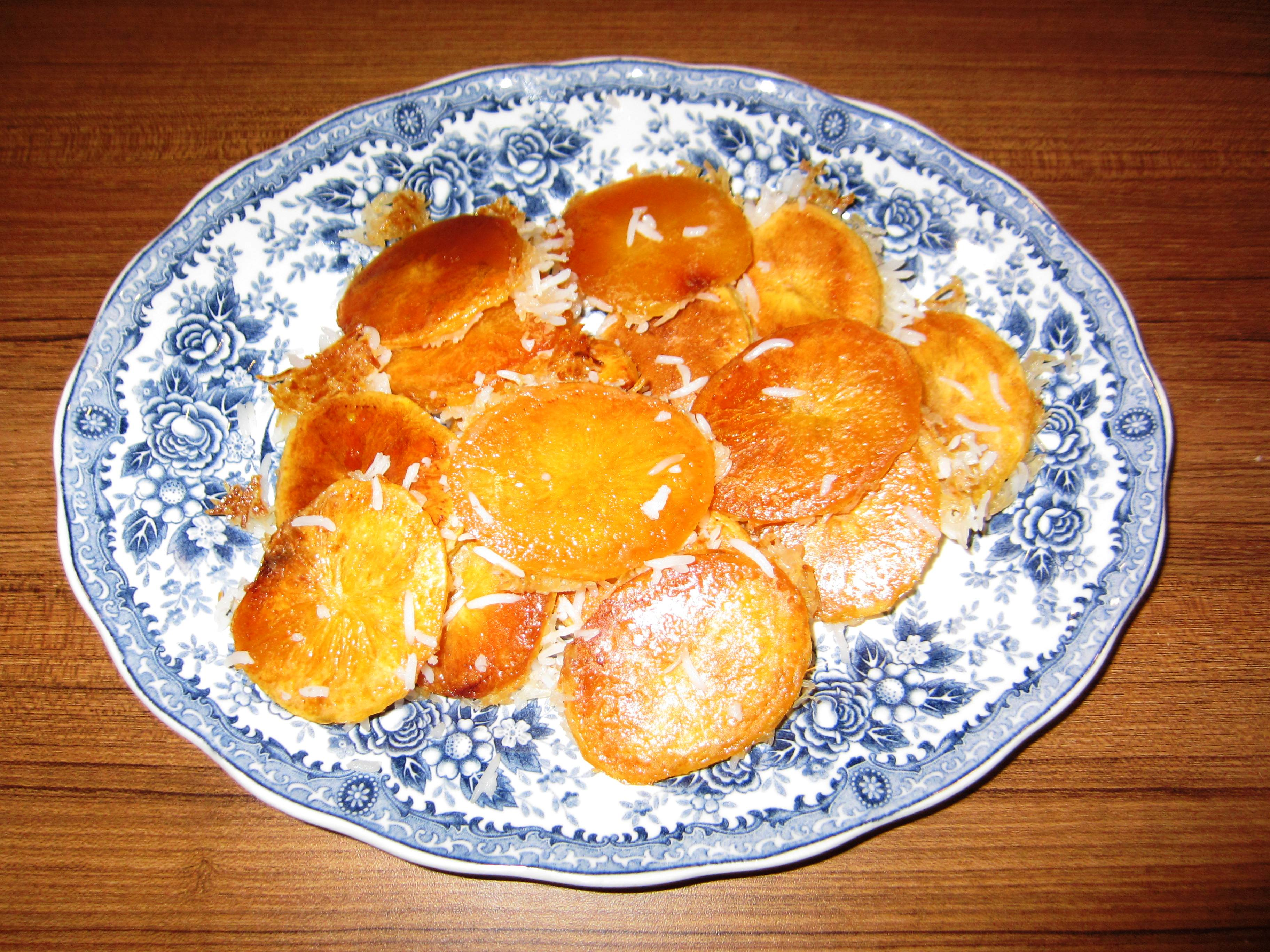
ته‌دیگ سیب‌زمینی

2. ته‌دیگ نان (ترجیحاً لواش یا تافتون. سنگک و نان بربری استفاده نمی‌شود)
3. ته‌دیگ سیب زمینی
4. ته‌دیگ ته چین (با ماست و زعفران)
5. ته‌دیگ برگ مو (مناسب آلبالوپلو)
6. ته‌دیگ کاهو (برای باقلاپلو)
7. ته‌دیگ ماکارونی (گاهی با ته‌دیگ سیب زمینی ترکیب می‌شود)
8. ته‌دیگ پیاز
9. ته‌دیگ تره فرنگی
10. ته‌دیگ املت
11. ته‌دیگ کدو سبز
12. ته دیگ آردی
13. ته‌دیگ باقالی که در آن ۳ قاشق آرد را با یک لیوان آب سرد، نمک، زعفران مخلوط میکنیم تا کاملا یک دست شود. (مناسب ماکارانی و برنج).
14. ته‌دیگ کبرا: که از دور ریز و کناره‌های خمیر شدهٔ نان درست می‌شود. (کناره‌ها و دورریز نان را با قیچی ریز ریز کرده؛ دو یا سه پیمانهٔ آن را کف قابلمهٔ داغ و روغنی ریخته؛ با کمی زردچوبه یا زعفران مخلوط کرده و صاف و پهن نموده سپس برنج یا ماکارونی آبکش شده را روی آن ریخته تا برنج و ته‌دیگ بعمل بیاید) همچنین می‌توان باقیمانده نان خرد شده را خشک کرده برای ته‌دیگ بعدی هم استفاده نمود.[نیازمند منبع]